# 高港区
高港区，原名口岸，是中國江苏省泰州市下辖的一个市辖区，位于泰州市市区南半部，1997年8月成立。濒临长江，北连泰州市海陵区，东接姜堰区、泰兴市，西临扬州市江都区，南与扬中市隔江相望。宣统元年（1909），邑人高生甫等在高港设怡和、鸿安、宁绍等轮船公司洋棚，是为开阜。區人民政府駐 口岸街道港城路8號。区域总面积为286.84平方公里。

## 行政区划
高港区下辖4个街道办事处、5个镇：
口岸街道、刁铺街道、许庄街道、沿江街道、永安洲镇、白马镇、胡庄镇、大泗镇、野徐镇和泰州市高港区科技创业园管理委员会。
沿江街道、野徐镇由泰州医药高新技术产业开发区代管。
1997年成立时，下辖七个乡镇：永安洲、田河、口岸、刁铺、许庄、白马、野徐。2008年，行政区调整后，下辖：口岸街道、刁铺街道、许庄街道、永安洲镇、野徐镇、白马镇。代管泰兴市的胡庄镇、姜堰市的大泗镇及两市部分行政村。野徐镇的一个村划归泰州市周山河街区代管。2009年上半年，高港区划出野徐镇，同时划入姜堰市的大泗镇，以及原属泰兴市的胡庄镇。许庄街道的两个村划给野徐镇，调整后的野徐镇及刁铺街道部分村组由泰州经济开发区代管。

## 地理環境
高港区地处长江三角洲冲积平原，属亚热带海洋性气候区，四季分明，春季晴雨相间，夏季多雨炎热，秋季天高气爽，冬季多晴冷天气。

## 人口
根據第七次全国人口普查數據，截至2020年11月1日零時，高港區常住人口258590人。

## 旅遊
中国人民解放军海军诞生地纪念馆、雕花楼、泰州引江河风景区。